# Crise constitutionnelle tuvaluane de 2013

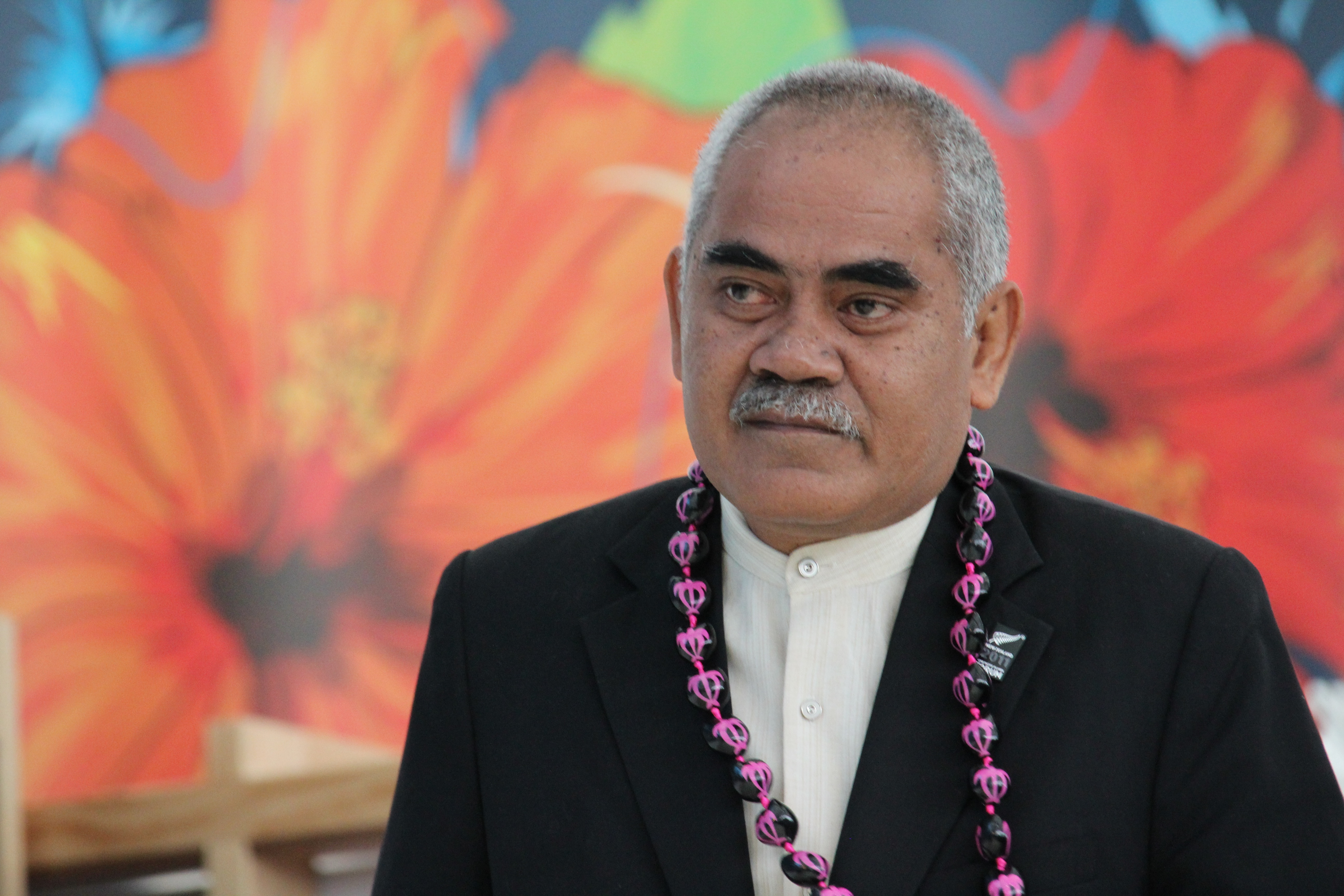
Le Premier ministre des Tuvalu, Willy Telavi (2011), doit faire face à une crise constitutionnelle après la mort de son ministre des Finances en décembre 2012.

La crise constitutionnelle tuvaluane de 2013 est un différend politique ayant eu lieu aux Tuvalu, entre le gouvernement, dirigé par le Premier ministre Willy Telavi, et l'opposition, dirigée par Enele Sopoaga. La cause immédiate de cette crise est le décès du ministre des Finances, le député Lotoala Metia, le 21 décembre 2012, qui prive le gouvernement de la majorité absolue au Parlement. Le conflit est finalement résolu en août 2013 par une motion de censure à l'encontre de Willy Telavi, à la suite de laquelle Enele Sopoaga est élu Premier ministre.

## Contexte
L'État des Tuvalu est une démocratie parlementaire et un royaume du Commonwealth. La reine Élisabeth II est le chef de l'État en tant que reine des Tuvalu. Elle est représentée dans le pays par un gouverneur général nommé par elle sur avis du Premier ministre. Le Premier ministre est élu par les membres du Parlement, mais le gouverneur général a le pouvoir de le révoquer unilatéralement.
Le différend commence à la mort de Lotoala Metia, député de Nukufetau et ministre des Finances dans le gouvernement de Willy Telavi, le 21 décembre 2012. Le gouvernement et l'opposition se retrouvent tous deux avec sept députés au Parlement. Malgré les protestations de l'opposition, le gouvernement retarde de plus de six mois la tenue d'une élection partielle à Nukufetau, jusqu'en juin 2013, date à laquelle la Haute Cour des Tuvalu décide que l'élection partielle doit être organisée dans un délai de 28 jours.
Cette décision est rendue à la suite de deux recours juridiques distincts, l'un intenté par le gouvernement et l'autre par l'opposition, visant à déterminer le ministre chargé de la tenue des élections. Elle donne à l'opposition les avis nécessaires pour entamer le processus d'élection partielle dans la circonscription, ce qui lui permettrait d'obtenir une majorité au Parlement et, théoriquement, de faire adopter une motion de censure contre le gouvernement.

## Déroulement

### Élection partielle
L'élection partielle a finalement lieu le 28 juin 2013. Le candidat de l'opposition, Elisala Pita, l'emporte face au candidat du gouvernement, Petely Niuatui, par 537 voix contre 264, donnant à l'opposition une majorité de huit sièges au Parlement.
| Faction            | Faction            | Candidat           | Voix | %     | Issue |  |
| ------------------ | ------------------ | ------------------ | ---- | ----- | ----- |  |
|                    | Opposition         | Elisala Pita       | 537  | 67,04 | Élu   |  |
|                    | Gouvernement       | Petely Niuatui     | 264  | 32,96 | Battu |  |
|                    |                    |                    |      |       |       |  |
| Suffrages exprimés | Suffrages exprimés | Suffrages exprimés | 801  | 100   |       |  |

La crise constitutionnelle se poursuit alors que le Premier ministre affirme qu'en vertu de la Constitution des Tuvalu, il n'est tenu de convoquer le Parlement qu'une fois par an et qu'il n'a donc aucune obligation de le convoquer avant décembre 2013. L'opposition demande alors au gouverneur général, Sir Iakoba Italeli, d'intervenir contre la décision du Premier ministre. Le 3 juillet, Sir Iakoba Italeli fait usage de ses prérogatives constitutionnelles en ordonnant au Parlement de se réunir, contre la volonté du Premier ministre, le 30 juillet. L'opposition annonce alors son intention de déposer une motion de censure à l'encontre du Premier ministre sortant.

### Convocation du Parlement
Pour tenter d'éviter un vote de défiance, le Premier ministre Willy Telavi dépose une motion de dissolution du Parlement, mais celle-ci est rejetée par l'opposition par 8 voix contre 5. Quelques minutes plus tard, Taom Tanukale, ministre de la Santé, annonce qu'il démissionne de son poste, réduisant ainsi le nombre de députés du gouvernement de cinq à quatre, en l'absence du ministre de l'Éducation, Falesa Pitoi, pour cause de maladie. Le député de l'opposition Finikaso indique que cette démission a « choqué » le Parlement.

### Ajournement
À la suite de la démission du ministre de la Santé, le président du Parlement des Tuvalu, Sir Kamuta Latasi, annonce le 31 juillet 2013 qu'il ajourne le Parlement pour six semaines afin de permettre la tenue d'une élection partielle dans la circonscription de Nui. L'ajournement suscite une nouvelle hostilité de la part de l'opposition, qui espérait proposer un vote de défiance à l'égard de Willy Telavi, affirmant que le président n'a pas « écouté l'avis du procureur général ». En réponse, Sir Kamuta Latasi déclare que la Constitution ne permet pas de voter si une circonscription n'est pas représentée.
Or, selon le procureur général, le vote d'une motion de censure pourrait toujours avoir lieu malgré la démission du ministre de la Santé. L'opposition demande alors une deuxième fois l'aide du gouverneur général pour que le Parlement puisse être reconvoqué. De son côté, le Premier ministre n'annonce aucune élection partielle à Nui,.

### Destitution de Willy Telavi
Le 1er août 2013, le Premier ministre Willy Telavi publie un communiqué informant qu'il a demandé à la reine des Tuvalu, Élisabeth II, de démettre le gouverneur général de son poste. En réponse, Sir Iakoba Italeli, agissant au nom de la reine, envoie une proclamation démettant Willy Telavi de son poste de Premier ministre des Tuvalu. La reine choisit de retarder l'acceptation officielle de la demande du Premier ministre, bien qu'elle ne puisse la rejeter constitutionnellement. Dans le même temps, le gouverneur général, toujours en fonction, nomme le chef de l'opposition Enele Sopoaga en tant que Premier ministre par intérim,.
En effet, si la reine ne peut refuser d'accéder à la demande du Premier ministre, celle-ci doit l'accepter ou la sanctionner officiellement pour qu'elle entre en vigueur. Aussi, le bureau du gouverneur général affirme qu'Élisabeth II n'ayant pas encore accepté la révocation de Sir Iakoba Itelali, celui-ci était toujours le gouverneur général en exercice au moment de la révocation de Willy Telavi. L'ancien Premier ministre, pour sa part, défend sa décision de ne pas organiser d'élection partielle et de ne pas convoquer le Parlement, et attribue la responsabilité de la crise constitutionnelle à Sir Iakoba Italeli.

### Nomination d'Enele Sopoaga
Le 2 août 2013, Willy Telavi fait l'objet d'une motion de censure, laquelle est adoptée par 8 votes pour, 4 votes contre et une abstention (celle du président du Parlement). Le gouverneur général convoque à nouveau le Parlement la semaine suivante pour élire un nouveau Premier ministre. Le scrutin est remporté par le chef de l'opposition par 8 voix contre 5. Enele Sopoaga prête serment en tant que Premier ministre des Tuvalu le 5 août 2013. Il nomme le nouveau Cabinet le même jour, et écrit au palais de Buckingham pour demander à la reine de ne tenir aucun compte de la demande de révocation du gouverneur général formulée par Willy Telavi. Une contestation de la destitution de Willy Telavi devant la Haute Cour a été envisagée, mais n'a jamais abouti.